# Diodor (jurista)
Diodor (en llatí Diodorus, en grec Διόδωρος Diodoros) fou un funcionari i jurista romà d'Orient, comes i magister scriniorum, un dels comissionats nomenats per Teodosi II (435) per compilar el Codi de Teodosi o Codi Teodosià, per suplir als codis Gregorià i Hermogenià. Teodosi II volia elaborar un recull general de lleis, on també s'hi inclourien les obsoletes, per tal que en cas de conflicte se sabés quines eren les lleis vigents i quines ja no. S'havia de fer una ordenació cronològica i afegir les dates de publicació.
Ja l'any 429 nou comissionats havien estat nomenats per recollir tot el material publicat i elaborar un codi vigent i pràctic: Antiochus, exqüestor i prefecte; Antiochus, quaestor palatii; Theodorus, Eudicius, Eusebius, Joannes, Comazon, Eubulus, i Apelles; però la compilació no es va completar. Teodosi va modificar la finalitat del codi i va decidir elaborar-ne un que només hauria d'incluir les constitucions imperials. El 535 va nomenar uns nous comissionats, en nombre de 16, que foren Antiochus, praefectorius i consularis; Eubulus, Maximinus, Sperantius, Martyrius, Alipius, Sebastianus, Apollodorus, Theodorus, Oron, Maximus, Epigenius, Diodor, Procopius, Erotius, i Neuterius (tres d'ells repetien feina, Antiochus, Theodorus, i Eubulus). D'aquests 16 només la meitat van prendre part activa en la tasca (Antiochus, Maximinus, Martyrius, Sperantius, Appollodorus, Theodorus, Epigenius, i Procopius).